# Rodrigo Pepe
Rodrigo Pepe (Capital Federal, Provincia de Buenos Aires, Argentina, 3 de noviembre de 1988). Es un futbolista argentino. Juega de mediocampista y su primer equipo fue Nueva Chicago. Actualmente se desempeña en San Miguel de la Primera B Metropolitana.

## Trayectoria
Surgido de las divisiones inferiores del Club Atlético Nueva Chicago, hizo su debut en 2005, y se desempeñó en el equipo hasta 2011. En sus últimos años en el club fue un jugador inamovible para el equipo.fue promovido al plantel profesional a los 16 años. Disputó 86 partidos y convirtió 2 goles en 4 temporadas.
En el 2011 le llegó la chance de jugar en Primera División en Banfield. Fue expulsado en su primer partido como titular con la camiseta del "Taladro" en un partido contra Boca Juniors por una fuerte patada a los 3 minutos de partido a Pablo Ledesma. No tuvo muchas chances y el equipo no estuvo en su mejor nivel, el cual terminó descendiendo a la Primera B Nacional. Solamente pudo jugar una suma de 78 minutos en la Primera División.
En 2012 es fichado por el Club Atlético Platense en la Tercera categoría del fútbol argentino. En su primera temporada disputó 39 partidos sin convertir goles, mientras que en la segunda, jugó 26 partidos. El centrocampista se ganó el reconocimiento de los hinchas "calamares" disputando 65 partidos en Platense.
Para el Torneo de Transición 2014 es contratado por el Club Atlético Brown esperando desplegar el buen fútbol que acostumbró. Disputó 17 partidos en su primer semestre con Brown de Adrogué. En su segunda temporada con Brown, se coronó campeón de Torneo de la Primera B 2015, logrando así el ascenso a la Primera B Nacional. Finalizado su contrato de 18 meses, no renovó su vínculo y emigró de la institución.
En enero de 2016 se confirma su fichaje para el Club Atlético Colegiales de la Primera B, tercera división del fútbol argentino.

## Clubes
| Club                                                        | País      | Año           | Partidos | Goles |
| ----------------------------------------------------------- | --------- | ------------- | -------- | ----- |
| Nueva Chicago                                               | Argentina | 2005-2011     | 86       | 2     |
| Banfield                                                    | Argentina | 2011-2012     | 4        | 0     |
| Platense                                                    | Argentina | 2012-2014     | 65       | 0     |
| Brown de Adrogué                                            | Argentina | 2014-2015     | 28       | 1     |
| Colegiales                                                  | Argentina | 2016-Presente | 17       | 0     |
| Última actualización: Fénix vs. Brown de Adrogué , 17.02.15 |           |               |          |       |

## Palmarés
| Título                       | Club             | País      | Año  |
| ---------------------------- | ---------------- | --------- | ---- |
| Torneo Clausura (B Nacional) | Nueva Chicago    | Argentina | 2006 |
| Torneo B Metropolitana       | Brown de Adrogué | Argentina | 2015 |